# Glowe
Glowe – gmina w Niemczech, w kraju związkowym Meklemburgia-Pomorze Przednie, w powiecie Vorpommern-Rügen, wchodząca w skład urzędu Nord-Rügen.

## Toponimia
Nazwa Glowe, zapisana po raz pierwszy w 1314 roku, pochodzi z języka połabskiego i oznacza dosłownie „głowy”.